# ロジャー・ダグラス
サー・ロジャー・オーエン・ダグラス（Sir Roger Owen Douglas、1937年12月5日 - ）は、ニュージーランドの元政治家。デビッド・ロンギ政権下で財務大臣を務めた。ロジャー・ダグラス・アソシエーツ代表。

## 来歴
オークランド出身。父親、弟ともにニュージーランド労働党所属の国会議員。オークランドの名門オークランド・グラマー・スクール卒業後、オークランド大学で会計学を専攻し、会計士として活動していた。

## 政治家としての活動
マヌカウ市議会議員として活動後、1969年の国会総選挙にマヌカウ地区より出馬し初当選を果たす。1978年まで同地区で議席を保持し、1978年から1990年までマヌレワ地区で議席を保持した。1972年に発足したカーク内閣で初入閣し、1983年にデビッド・ロンギがニュージーランド労働党党首に就任すると財務報道官に就任する。

### ロジャーノミクスの誕生
1984年にロンギ労働党政権が発足し、内閣の重要ポストである財務大臣に就任する。この年より、ロジャーノミクスと呼ばれるニュージーランドの行政・財政・経済改革が始まる。ダグラスはこの一連の大改革の発案、実行に着手し、ロンギの強力なリーダーシップの下、ニュージーランドの改革を断行する。ロジャーノミクスは一定の評価を得て1987年の総選挙でもロンギ内閣、ニュージーランド労働党は再任されたが、1988年に党内反対派勢力の抵抗を受け、ダグラスは財務大臣を更迭される。この年、ロジャーノミクスも終わりを遂げる。ロンギ内閣はダグラスの辞任では治まらず、党内反対派勢力の拡大、離党議員に押し出される形でロンギは首相を辞任する。1990年の総選挙でニュージーランド労働党は敗北し、ニュージーランド国民党へ政権を奪われる。

### 敗北と復活
ダグラスは1990年の総選挙へは出馬さぜ政局を見守った。1993年にデレック・クイグリーと消費者・納税者協会(Association of Consumers and Taxpayers：ACT)を設立し、自由主義・市場原理主義を政治哲学とするACT党の設立に参加する。ACT党初代党首を務めるが、すぐにリチャード・プレブルに党首を交代する。ダグラスはACT党で手腕を発揮し、1996年の総選挙では8議席を獲得、続く1999年総選挙では9議席を獲得する。ダグラスは2004年に議員生活から引退をする。2008年2月、2008年の総選挙にACT党からの出馬を表明し、新設されたフヌア選挙区から出馬したが、小選挙区では落選した。ACT党は2008年の総選挙で5議席を獲得したため、比例復活し政界復帰を果たした。2011年に政界引退。